# Магелланов филин
Магелланов филин (лат. Bubo magellanicus) — вид птиц семейства совиных, рода филины, обитающий в Южной Америке.

## Описание
Долгое время считался южным подвидом виргинского филина, позднее был выделен в отдельный вид, отличается меньшим размером (около 45 см) и заострёнными, менее выраженными перьевыми ушками. Оперение варьируется от бледно-коричневого до серого. Грудь покрыта узкими продольными полосками и тёмными пятнами в верхней части. Имеет жёлтые глаза и обрамленный узким чёрным ободком лицевой диск. Вес взрослой птицы — около 800 грамм. У взрослых полов одинаковое оперение, но самки крупнее и тяжелее самцов.

## Распространение и образ жизни
Магелланов филин обитает на обширных, прилегающих к Андам скалистых лесах и полупустынях. Его ареал включает в себя Перу, Боливию, Чили, Аргентину и простирается через Патагонию до Огненной Земли на юге. Охотятся ночью в основном на грызунов, реже на мелких рептилий и птиц. Сезон размножения начинается в конце зимы. Гнездятся в скалах, расщелинах, брошенных гнездах других крупных птиц или прямо на земле. Самка откладывает два или три белых яйца. Родители вместе кормят птенцов, которые часто покидают гнездовье до полного оперения и бродят неподалеку.

## Интересные факты
Магелланов филин изображен на оборотной стороне чилийской банкноты номиналом 5000 песо образца 2009 года 